# 히라키 류조
히라키 류조(일본어: 平木 隆三, 1931년 10월 7일 ~ 2009년 1월 2일)는 일본의 전 축구 선수이다.

## 국가대표팀 경력
그는 1954년 FIFA 월드컵 예선에 참가할 일본 국가대표팀에 발탁되었으며, 3월 14일 대한민국와의 경기에서 데뷔했다. 3번의 아시안 게임, 1956년 하계 올림픽에 출전했다. 그는 1962년까지 국제 A매치 통산 30경기에 출전, 1득점을 넣었다. 그는 1964년 하계 올림픽에 참가할 국가대표팀에도 발탁되었다.

## 통계
| 일본 | 일본 | 일본 |
| 연도 | 출전 | 득점 |
| ---- | ---- | ---- |
| 1954 | 3    | 0    |
| 1955 | 4    | 0    |
| 1956 | 3    | 0    |
| 1957 | 0    | 0    |
| 1958 | 4    | 0    |
| 1959 | 10   | 1    |
| 1960 | 1    | 0    |
| 1961 | 2    | 0    |
| 1962 | 3    | 0    |
| 통산 | 30   | 1    |